# Абд ал-Рахман I
Абд ал-Рахман I, по-пълно Абд ал-Рахман бин Му'ауия ибн Хишам бин Абдул-Малик ибн Марван (731 – 788) (на арабски: عبد الرحمن ابن معاویہ ابن ہشام ابن عبدالملک ابن مروان الداخل ابن مروان الداخل), е емир, родоначалник на ислямска династия, която управлява Кордовския емират (и по-късния Кордовски халифат) и по-голямата част от Иберия в продължение на почти три века. Абд ал-Рахман е член на династията Омаяди от Дамаск, а неговото установяване в Иберия представлява разрив с Абасидите, които през 750 г. свалят Омаядите от власт.
Той е известен и с фамилиите Ал-Дахил („Постъпващ на служба“), Сакр Курайш („Соколът на Курейши“) и „Соколът на Андалус“. Вариациите в правописа на неговото име включват Абд ар-Рахман I, Абдул Рахман I, Абдар Рахман I и Абдерраман I.

## Ранни години
Роден е близо до Дамаск като син на принц Му'авия ибн Хишам и неговата наложница Раха, берберка от Нефзауа, и по този начин внук на Хишам ибн Абд ал Малик, халиф от 724 до 743. Той е на двадесет години, когато през 748 – 750 г. в Дамаск е извършен преврат от Абасидите срещу управляващите Омаяди. Абасидите са безпощадни към всички Омаяди, които намират и Абд ал-Рахман и малка част от неговото семейство са принудени да бягат; с него са брат му Яхия, четиригодишният му син Сулейман и няколко от сестрите му, както и верният му гръцки прислужник Бедр. Семейството бяга от Дамаск към река Ефрат по път, изпълнен с опасности, с преследвачи по петите им. Абасидските войници приближават Абд ал-Рахман и неговото семейство, укрили се в малко село. Принцът оставя малкия си син със сестрите си и бяга с Яхия. Разказите варират, но с тях вероятно е и Бедр. Според други източници Бедр се е срещнал с Абд ал-Рахман по-късно. По пътя на юг тримата бегълци се хвърлят в река Ефрат, преследвани по брега от враговете си, които им обещават пощада, ако се предадат. Яхия се връща и е незабавно обезглавен. Абд ал-Рахман и Бедр се спасяват.

## Изгнание
След като едва спасяват живота си, Абд ал-Рахман и Бедр продължават на юг през Палестина, Синай и след това към Египет, като пътуват инкогнито. Може да се предположи, че Абд ал-Рахман е възнамерявал да отиде в Магреб, родината на майка му, частично завладяна от неговите предшественици Омаяди. Пътуването през Африка се оказва опасно. По това време управител на Ифрикия (най-общо, съвременен Тунис) е Абд ал-Рахман ибн Хабиб ал-Фихри, полу-независим бивш васал на Омаядите. Той е амбициозен член на рода Фихри и отдавна се стреми да откъсне Ифрикия от халифата. Отначало търси разбирателство с Абасидите, но когато те му отказват и изискват от него подчинение, Ибн Хабиб открито скъсва с тях и кани останалите живи Омаяди да намерят убежище при него. Абд ал-Рахман е един от няколкото оцелели Омаяди, които по това време достигат Ифрикия.
Но Ибн Хабиб скоро променя решението си. Присъствието на знатните изгнаници, чието семейство е много по-знаменито от неговото, може да породи интриги сред местните благородници срещу него самия. Около 755 г., обявявайки, че е открил заговор на някои от по-именитите изгнаници на Омаядите в Кайруан, Ибн Хабиб се обръща срещу тях. По същото време Абд ал-Рахман и Бедр живеят скромно и незабележимо в Кабилия, в лагера на черните бербери от Нафза, настроени приятелски. Ибн Хабиб изпраща отряд, но когато войниците му влизат в лагера, жената на берберския вожд Текфах скрива принца сред вещите си. След като опасността отминава, Абд ал-Рахман и Бедр веднага се отправят на запад.
През 755 г. двамата достигат днешно Мароко близо до Сеута. Следващата им стъпка е прекосяването на морето към Ал-Андалус, но не са сигурни как ще бъдат посрещнати. Провинцията е в състояние на хаос след Берберския бунт от 740-те години, като мюсюлманската общност се разкъсва от вътрешни разногласия, както между арабите (Кайдо-Йеменска вражда), така и между араби и бербери. Освен това номиналният владетел на ал-Андалус, емир Юсуф ибн Абд ал-Рахман ал-Фихри – друг член на семейство Фихри и любимец на старите арабски заселници (дошли предимно от Южна Арабия или Йемен) – е в открита вражда със своя везир (и зет) ал-Сумайл ибн Хатим ал Килаби, глава на „сирийците“ – воини, свързани с военни формирования в Сирия, предимно от северноарабските племена Кайсид, пристигнали през 742 г.
Сред сирийците има контингент от около 500 души, стари верноподаници на Омаядите и Абд ал-Рахман смята, че може да разчита на тяхната лоялност. Бедр е изпратен през пролива, за да установи контакт с тях и успява да привлече на своя страна трима сирийски командири – Убайд Аллах ибн Утман и Абд Аллах ибн Халид от Дамаск и Юсуф ибн Бухт от Кинасрин. Те уведомяват командира си ал-Сумайл в Сарагоса, но той отказва подкрепа, опасявайки се, че Абд ал-Рахман ще претендира да стане емир. Поради това съзаклятниците се обръщат към своите съперници – йеменските воини. Те откликват, въпреки че не са естествени съюзници (Омаядите са от племето кайсиди). Емир Юсуф ал-Фихри е слаб владетел, който няма власт над ал-Сумайл и йеменските вождове смятат, че независимо дали в Испания управляват Фихридите или сирийците, собственото им бъдеще е под въпрос, а блясъкът на Омаядите е привлекателен. Въпреки че не е известно член на Омаядите да е стъпвал дотогава в Ал-Андалус и имат сериозни опасения поради неопитността на младия Абд ал-Рахман, няколко от по-низшите йеменски командири смятат, че няма какво да губят, а повече ще спечелят, и се съгласяват да подкрепят принца.
Бедр се завръща при Абд ал-Рахман и му съобщава за обещаната подкрепа. Малко след това те се насочват към Ал-Андалус с малък военен отряд. Когато местното берберско племе узнава за намеренията им, берберите бързо се впускат да го настигнат преди да отплава, като вероятно са мислели, че могат да заловят Абд ал-Рахман за заложник и да го принудят да се откупи. Той наистина дава някаква сума на внезапно оказалите се враждебни местни жители. Точно когато Абд ал-Рахман се качвал на кораба си, пристига втора група бербери, които също се опитват да получат откуп. Един от тях се държал за кораба на Абд ал-Рахман, докато отплавал и уж ръката му била отрязана от един от екипажа.

## Борба за власт
Абд ал-Рахман пристига в Алмунекар в Ал-Андалус, на изток от Малага, през септември 755 г.; но мястото не е потвърдено. Той триумфално тръгва към столицата Кордоба и я превзема. Съпротивата от страна на Ал-Фихри не престава. Той реорганизира силите си и се опитва да преговаря. В замяна на живота и богатството си Ал-Фихри слага оръжие, предава някои от синовете и дъщерите си като заложници и няма право да напуска Кордоба, като трябва да докладва веднъж на ден на Абд ал-Рахман. Известно време Ал-Фихри изпълнява тези задължения, но все пак има доста много лоялни към него хора, които биха искали да го видят отново на власт.
Ал-Фихри в крайна сметка прави още един опит да се върне на власт. Той напуска Кордоба и започва да събира привърженици, като успява да събере армия, за която се твърди, че наброява 20 000 души. Съмнително е обаче, че неговите войски са били „редовни“ войници, а по-скоро сбирщина от мъже от различни части на Андалус. Назначеният от Абд ал-Рахман губернатор на Севиля започва преследване и след серия от малки сражения успява да разгроми армията на Ал-Фихри, който се спасява в бившата вестготска столица Толедо, но там е убит. Главата му е изпратена в Кордоба, където Абд ал-Рахман я приковава за назидание към мост. С този акт Абд ал-Рахман се провъзгласява за емир на Ал-Андалус. Един последен акт от превземането на Южна Иберия е залавянето на генерала на Ал-Фихри, Ал-Сумайл, който е убит в затвора на Кордоба. Но по-голямата част от централен и северен ал-Андалус (Толедо, Сарагоса, Барселона) остава извън неговото управление, като големи военни сили остават в ръцете на привържениците на ал-Фихри до 779 г. (завземане на Сарагоса).

## Управление
Не е ясно дали Абд ал-Рахман се е обявил за халиф. В архивите на Кордоба има документи, които твърдят, че това е първият му акт при влизане в града. Самият той вярва, че е бил предопределен да бъде халиф заради пророчества, които е чувал като момче, така че изглежда вероятно да го е направил. В исторически план обаче той е записан като емир, а не халиф. Едва седмият му потомък – Абд ал-Рахман III – приема титлата халиф. Междувременно из мюсюлманския свят се разпространява вестта, че Ал-Андалус е сигурно убежище за приятели на Омаядите. Абд ал-Рахман вероятно е щастлив да види вълните от пристигащи, сред които е семейството му. Най-накрая той се среща отново със сина си Сюлейман, когото за последно видял на брега на Ефрат със сестрите си. Сестрите на Абд ал-Рахман обаче не успяват да направят дългото плаване до Ал-Андалус. Абд ал Рахман раздава на доверените си роднини отговорни служби и семейството на Омаядите отново расте и просперира през следващите поколения. Въпреки това през 763 г. Абд ал-Рахман трябва да се върне към военни действия, тъй като Ал-Андалус е нападнат от армия на Абасидите.